# (35049) 1981 EE46
1981 EE46 (asteroide 35049) é um asteroide da cintura principal. Possui uma excentricidade de 0.15455730 e uma inclinação de 4.77983º.
Este asteroide foi descoberto no dia 2 de março de 1981 por Schelte J. Bus em Siding Spring.